# Торич-Трапезников, Леонид Михайлович
Леонид Михайлович Торич-Трапезников (1913—1997) — советский художник-скульптор, график. Член Союза художников СССР (ЛССХ).

## Биография
Родился в 1913 году. Окончив школу, учился в Омском Художественном техникуме. В 1937 году переехал в Ленинград. В период с 1937—1946 учился во Всероссийской Академии художеств на скульптурном отделении у Александра Матвеева.
Во время Великой Отечественной войны оставался в блокадном Ленинграде. Работал художником в «Окнах ТАСС».
Является автором известных военных плакатов 1941 года: «Болтуны — находка для врага», «Слава героям Отечественной войны! Слава сталинским соколам!».
После окончания войны он вернулся во Всероссийскую Академию художеств. В 1945 году окончил с отличием, получил специальность художника-скульптора.

## Наследие
Его плакаты хранятся в фондах Российской национальной библиотеки, Российской Научной библиотеки Академии художеств, Государственном мемориальном музее обороны и блокады Ленинграда, в частных коллекциях России и Англии.
Работы Леонида Михайловича есть во многих городах России — Санкт Петербурге, Сочи, Геленджике, Улан-Удеэ, Мирный, Соликамске.
Автор памятников В. И. Ленину и С. М. Кирову в городе Новошахтинск, М. Ю. Лермонтову в Геленджике, Матросову А. М на Большом Сампосониевском проспекте в Санкт-Петербурге.
В 1991 году было присвоено звание «Почётного гражданина города Новошахтинск».